# Hôtel Warner
Pour les articles homonymes, voir Warner.
L'hôtel Warner (en anglais : Hotel Warner) est un hôtel américain situé à West Chester, en Pennsylvanie. Installé depuis 2012 dans une ancienne salle de cinéma ouverte en 1930 et inscrite au Registre national des lieux historiques en 1979, il est membre des Historic Hotels of America depuis 2016.